# St. Xavier
St. Xavier es un lugar designado por el censo ubicado en el condado de Big Horn en el estado estadounidense de Montana. En el Censo de 2010 tenía una población de 83 habitantes y una densidad poblacional de 5,68 personas por km².

## Geografía
St. Xavier se encuentra ubicado en las coordenadas 45°26′56″N 107°43′56″O / 45.44889, -107.73222. Según la Oficina del Censo de los Estados Unidos, St. Xavier tiene una superficie total de 14.6 km², de la cual 14.44 km² corresponden a tierra firme y (1.12%) 0.16 km² es agua.

## Demografía
Según el censo de 2010, había 83 personas residiendo en St. Xavier. La densidad de población era de 5,68 hab./km². De los 83 habitantes, St. Xavier estaba compuesto por el 38.55% blancos, el 0% eran afroamericanos, el 55.42% eran amerindios, el 0% eran asiáticos, el 0% eran isleños del Pacífico, el 4.82% eran de otras razas y el 1.2% pertenecían a dos o más razas. Del total de la población el 4.82% eran hispanos o latinos de cualquier raza.